# Борчашвили, Вахид
Вахид Борчашвили (род. 24 сентября 1998) — австрийский дзюдоист чеченского происхождения, чемпион и призёр чемпионатов Австрии. Чемпион (2013, 2014) и бронзовый (2015 год) призёр первенств Австрии среди кадетов. Чемпион (2017) и бронзовый (2015, 2016) призёр первенств Австрии среди юниоров. Чемпион (2017, 2019) и бронзовый призёр (2018) первенств среди молодёжи. Бронзовый призёр первенств Европы среди юниоров (2018) и молодёжи (2019). Четырежды (2017, 2018, 2021, 2023) становился победителем национальных чемпионатов среди взрослых. Победитель и призёр международных турниров.

## Семья
Братья Мовли и Имран также являются известными дзюдоистами, чемпионами и призёрами чемпионатов Австрии по дзюдо.

## Спортивные результаты
- Первенство Австрии по дзюдо среди кадетов 2013 — ;
- Первенство Австрии по дзюдо среди кадетов 2014 — ;
- Первенство Австрии по дзюдо среди кадетов 2015 — ;
- Первенство Австрии по дзюдо среди юниоров 2015 — ;
- Первенство Австрии по дзюдо среди юниоров 2016 — ;
- Первенство Австрии по дзюдо среди юниоров 2017 — ;
- Первенство Европы по дзюдо среди юниоров 2018 — ;
- Первенство Австрии по дзюдо среди молодёжи 2017 — ;
- Первенство Австрии по дзюдо среди молодёжи 2018 — ;
- Первенство Австрии по дзюдо среди молодёжи 2019 — ;
- Первенство Европы по дзюдо среди молодёжи 2019 — ;
- Чемпионат Австрии по дзюдо 2017 — ;
- Чемпионат Австрии по дзюдо 2018 — ;
- Чемпионат Австрии по дзюдо 2021 — ;
- Чемпионат Австрии по дзюдо 2023 — ;